# Jakovljev Jak-24
Jakovljev Jak-24 (NATO oznaka Horse) je bil dvomotorni  transportni helikopter s tandem rotorjema. Razvili so ga v Sovjetski zvezi pri biroju Jakovljev. Leta 1952 je Sovjetska zveza hotela dohiteti ZDA v razvoju helikopterjev. Biro Mil je bil zadolžen za manji helikopter s kapaciteto 12 ljudi, Jakovljev pa za večji s kapaciteto 24 potnikov. Biro Jakovljev sicer ni imel izkušenj pri izdelovanju helikopterjev, prej je izdelovala samo letala.
Jakovljev je izdelal dva leteča prototipa in dva za testiranje na tleh. Prvič je poletel 3. julija 1952. Imel je dva 1700 KM Švetsov ASh-82 zvezdasta batna motorja. Uporabili so tandem konfiguracijo z dvema rotorja, netipično za sovjetske helikopterje. Kmalu je dobil vzdevek Летающий вагон - Letajušij vagon. Motorji in transmisija so bili isto kot pri Mil Mi-4, vendar se je Jak-24 izakazal za manj uspešnega. Motorja sta bila povezana, da je lahko en motor poganjal enega ali oba rotorja. Vendar je ta izvedba povzročala velike vibracije. po začetnih težavah so začeli leta 1955 serijsko proizvodnjo.
Julija 1955 so ga predstavili javnosti, 17. decembra istega leta je postavil dva no svetovna rekorda, ko je dvignil 2000 kg na višino 5000 metrov in 4000 kg na 2900 metrov.
Začetna verzija je bil Jak-24 s kapaciteto 30 vojakov ali 18 nosil ali pa 3 tone tovora. Jak-24U je imel v celoti kovinske rotorje večjega premera - 21 metrov. Imel je kovinski trup in kapaciteto 40 vojakov ali 3500 kg. Jak-24A je bila civilna verzija, uporabljal se je tudi kot leteče dvigalo s kapaciteto 5000 kg. Predlagali so tudi Jak-24P s turbogredimi 2700 KM motorji.

## Tehnične specifikacije (Jak-24U)
- Posadka: 4 (dva pilota, inženir in radio operater)
- Kapaciteta: 40 vojakov ali 18 nosil ali 3500 kg tovora
- Dolžina: 21,34 m (70 ft 0 in)
- Premer rotorja: 21,0 m (68 ft 3 in)
- Višina: 6,50 m (24 ft 4 in)
- Površina rotorjev: 693 m² (7 454 ft²)
- Prazna teža: 11 000 kg (24 251 b)
- Maks. vzletna teža: 15 830 kg (34 898 lb)
- Motorji: 2 × Švetsov ASh-82V 14-valjni dvovrstni zračno hlajeni zvezdasti motor, 1 268 kW (1 700 KM) vsak
- Maks. hitrost: 175 km/h (94 vozlov, 109 mph)
- Dolet: 265 km (143 nmi, 165 mi)
- Višina leta (servisna): 2 700 m (8 900 ft)